# Operacja Sistrunka
Operacja Sistrunka – operacja będąca metodą z wyboru w leczeniu torbieli przewodu tarczowo-językowego. Wykonywana jest przez otolaryngologów.
Zabieg rozpoczyna się z cięcia poziomego na szyi. Następnie wypreparowuje się torbiel oraz połączoną z nią pozostałość embrionalnego przewodu tarczowo-językowego. Podczas preparowania przewodu nie należy zapominać o usunięciu wraz z nim trzonu kości gnykowej, przez który przechodzi przewód. Następnie kierując się ku górze i ku tyłowi dochodzi się do nasady języka, gdzie podwiązuje się przewód. Preparat operacyjny stanowi torbiel przewodu tarczowo-językowego, trzon kości gnykowej i przewód tarczowo-językowy. Zaniechanie preparowania przewodu i pozostawienie trzonu kości gnykowej jest błędem w sztuce, gdyż po pewnym czasie torbiel tworzy się ponownie. Zabieg kończy zszycie kości gnykowej, warstwowe szycie powłok i założenie szwów na skórę, które usuwa się po 7 dniach od zabiegu. Do loży po usuniętej torbieli można założyć dren lub zamiast niego na ranę pooperacyjną zakłada się opatrunek uciskowy.